# Stalinismo
Stalinismo (português brasileiro) ou estalinismo (português europeu) designa o período em que o poder político na antiga União Soviética foi exercido por Josef Stalin. O stalinismo não chega a ser uma teoria, uma vez que não articula de forma sistemática ou original determinados conceitos ou princípios. O termo "stalinismo" é utilizado, na maioria das vezes, como essencialmente o domínio absoluto de uma dada liderança, a qual dispõe de meios por intermédio dos quais estabelece como verdade a sua interpretação particular do marxismo, do qual se arvora a condição de único e legítimo intérprete. Neste sentido, o stalinismo reproduz e alimenta uma estrutura de pensamento único.

Propaganda estalinista com Josef Stalin e bandeira vermelhas soviéticas.

Algumas correntes, principalmente anti-trotskistas, não aceitam a denominação stalinismo e afirmam serem marxistas-leninistas, a partir da noção de que não há evolução ou distinção teórica entre o stalinismo e o leninismo, tal como existe entre marxismo, marxismo-leninismo e maoismo. Para a maioria dos marxistas-leninistas, o termo stalinismo é vazio de significado ideológico, porém pode se referir ao "socialismo se preparando para se defender sob condições de cerco imperialista". Estas correntes acreditam que o termo foi criado pelo crítico Leon Trotski, para dividir o movimento comunista e, desta forma, derrubá-lo, através de temas que atacavam as dificuldades da sociedade soviética e os primeiros anos de implantação do socialismo naquele país, usando-se também das mínimas divergências entre Lênin e outros partidários para lançar os adeptos contra Stalin.

## Características do stalinismo
Os regimes classificados com o termo "stalinista", seja sob conotação pejorativa (pelos críticos) ou, ao contrário, laudatória (pelos admiradores), apresentam características em comum com relação ao modo de conduzir a assim chamada "construção do socialismo" e, principalmente, a segurança do Estado. Embora não necessariamente aconteçam de fato, as seguintes características são tidas como aspectos comuns do estalinismo:
- Ditadura burocrática do regime de partido único;
- Centralização dos processos de tomada de decisão no núcleo dirigente do Partido;
- Burocratização do aparelho estatal;
- Completa eliminação de quaisquer formas de oposição;
- Culto à personalidade do(s) líder(es) do Partido e do Estado;
- Intensa presença de propaganda estatal e exacerbado nacionalismo;
- Censura aos meios de comunicação e expressão;
- Perseguição das religiões e igrejas estabelecidas (ver: Ateísmo marxista-leninista);
- Coletivização obrigatória dos meios de produção agrícola e industrial;
- Militarização da sociedade e dos quadros do Partido.

## Stalinismo como teoria do poder total

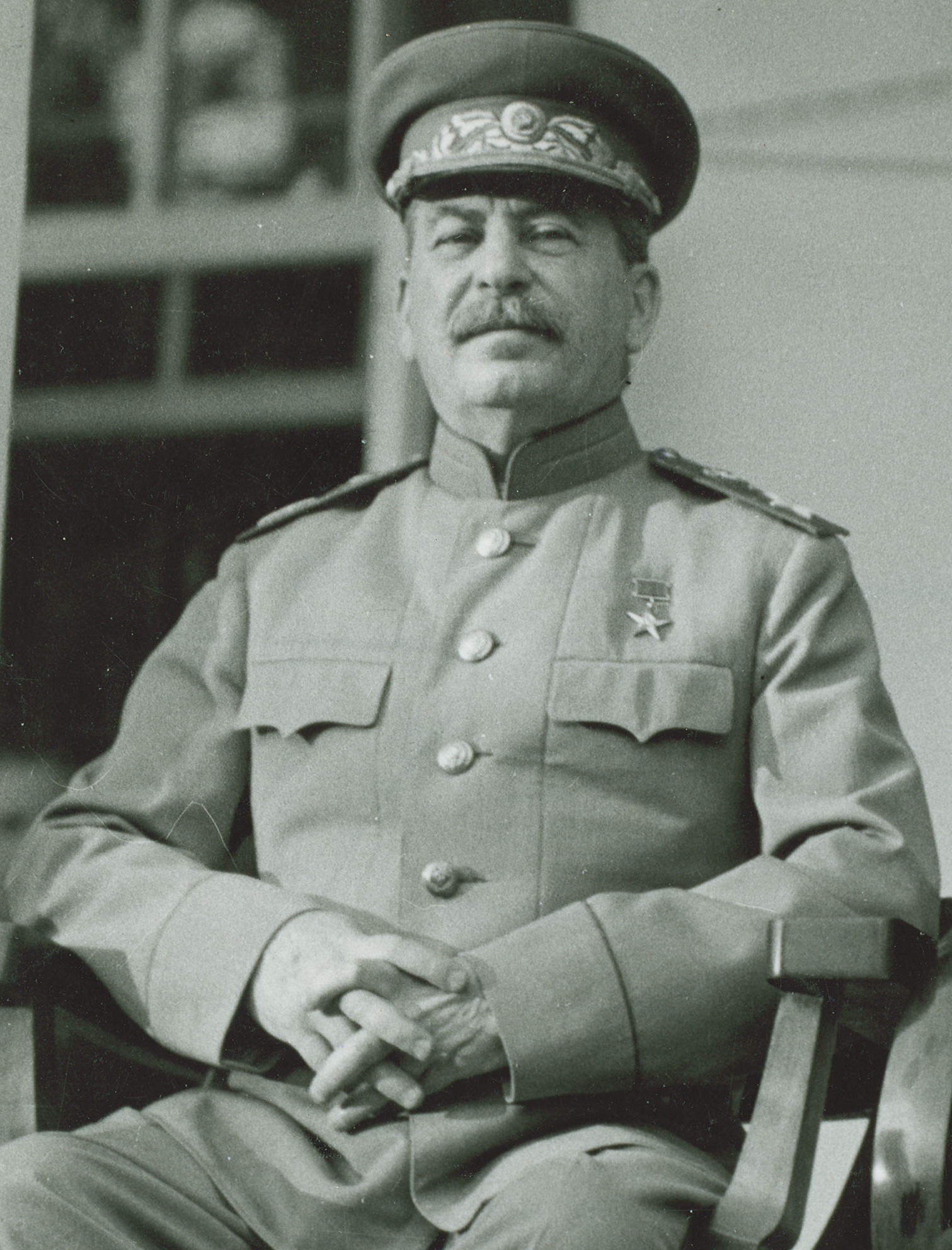
Stalin, líder da União Soviética de 1922 a 1953

O termo utilizado em países da antiga União Soviética para designar o stalinismo (e que continuou sendo usado por aqueles que apoiaram a política de Stalin) é simplesmente marxismo-leninismo, tal como se designava oficialmente a doutrina revolucionária na União das Repúblicas Socialistas Soviéticas (URSS). Entre aqueles que professam o marxismo ou o leninismo, há muitos que vêem o stalinismo como uma perversão desta ideologia. Os trotskistas, em particular, são virulentamente anti-stalinistas, considerando Stalin como um contra-revolucionário que utilizava Marx como pretexto para pretensões políticas pessoais. No sentido contrário, os apoiadores de Stalin pensam o mesmo sobre Trotsky.
Antes da morte de Lenin e por indicação deste, Estaline foi nomeado Secretário Geral do Partido Comunista da URSS. Após a morte de Lenin, em 1924, Stalin foi escolhido como a máxima autoridade do Partido. Na URSS, enfatizou-se o fato de que Trotsky não entrou para o partido bolchevique até 1917, afirmando que não acreditava realmente nas contribuições de Lenin (como a necessidade de um partido de vanguarda, a lei do desenvolvimento desigual e combinado), e que Lenin sempre foi especialmente crítico a Trotsky (ao qual chamou de "Judas Trotsky" diversas vezes). Por outro lado, conhecem-se cartas de Lenin em que ele expressa preocupação quanto a uma possível concentração de poder nas mãos de Stalin após sua morte. De 1917 a 1924, Lenin, Trotsky e Stalin frequentemente apareceram juntos, mas de fato suas diferenças nunca foram ressaltadas (ver: divergências entre Estaline e Trotsky).
Na luta entre Trotsky e Stalin que se seguiu à morte de Lenin, o primeiro tirou a importância do papel dos trabalhadores nos países capitalistas avançados (por exemplo, expôs uma série de teses, que consideravam que a classe trabalhadora dos Estados Unidos era uma aristocracia operária aburguesada), pois considerava que o Estado do bem-estar dos países capitalistas e suas políticas imperialistas dificultam o surgimento de tensões revolucionárias. Mesmo assim, Stalin tinha diferenças com Trotsky em relação ao papel dos camponeses: enquanto o secretário-geral defendia uma aliança de proletários e camponeses, no espírito bolchevique, Trotsky considerava que o tipo de aliança historicamente defendido por Lenin era contra-revolucionário por dar papel preponderante à política dos camponeses (considerados pelo marxismo como um conjunto heterogêneo de setores sociais entre os quais há burgueses, pequeno-burgueses e proletários rurais) frente aos operários.
Embora Stalin não seja costumeiramente reconhecido como um teórico, publicou sob sua autoria inúmeros livros em linguagem compreensível para as massas trabalhadoras. O caráter simplista e endurecido de seu sistema, entretanto, foi rejeitado pelos mais proeminentes intelectuais marxistas do mundo.

## Stalinismo econômico e político
Stalin deu ênfase ao desenvolvimento do sistema econômico da União Soviética durante os anos 1920 e 1930. Uma série de planos quinquenais, tornou possível o desenvolvimento acelerado da sua economia. Avanços se observaram em alguns setores, especialmente do ferro e do aço.
Por causa do prestigio e influência da Revolução na Rússia, muitos países que durante o século XX buscaram um modelo alternativo ao sistema de mercado seguiram os passos da URSS, tanto política como economicamente.
Alguns historiadores encontram paralelismos entre o stalinismo e a política econômica do czar Pedro, o Grande. Ambos queriam que Rússia alcançasse os estados europeus ocidentais. Outros comparam Stalin com Ivan IV, por causa das ações repressivas do stalinismo perpetradas pelo aparato policial de estado e pela temida KGB, uma extensão da cultura política autoritária dominante que originou na Rússia czarista (ver: Repressão política na União Soviética).
Finalmente, tanto stalinistas quanto alguns anticomunistas consideram que existe uma linha de continuidade direta entre o pensamento e o governo de Lênin e Stalin. [carece de fontes?]

## Stalinismo e a burocratização
Uma das principais características atribuídas ao stalinismo pelos seus críticos, principalmente os trotskistas foi a burocratização do Estado (centralização do poder nas mãos de poucos). Este é um dos pontos mais atacados pelos críticos da corrente, que acusam que Marx sempre fora contra tal centralização. Segundo esses críticos, Marx visava um Estado onde o poder estivesse com o proletariado, o que segundos os trotskistas não aconteceu na URSS stalinista, onde o poder estava centralizado no Partido Comunista. Os críticos do stalinismo consideram a URSS como "um estado operário com deformações burocráticas", e não exatamente um estado socialista. Para os trotskistas, o estado soviético sob Stalin se converteu em um sistema que, em lugar da ditadura do proletariado pregada por Marx, constituía-se de uma ditadura de uma casta dirigente que, embora não fosse proprietária dos meios de produção e nem uma classe social, acumularia benefícios e privilégios às custas da classe trabalhadora.

## Stalin e o socialismo nacionalista
Outra crítica ao stalinismo é a ideia de nacionalizar a revolução socialista, ou seja, mantê-la na URSS (socialismo em um só país). Este é outro ponto de divergência entre Stalin e Trotsky; este último defendia a internacionalização da revolução, ou seja, defendia que a União Soviética espalhasse sua revolução socialista pelo resto da Europa. Entretanto, os stalinistas argumentavam que era necessário primeiro consolidar o socialismo na URSS para que, em longo prazo, esta tivesse força suficiente para sustentar a revolução mundial. Segundo esta visão, caso os soviéticos se engajassem num conflito de proporções globais antes de conseguir proteger-se e defender-se dos inimigos capitalistas e fascistas, o socialismo fracassaria.
Durante seu governo, Stalin converteu a União Soviética em uma potência militar, sobretudo em razão da guerra contra o nazismo e a posterior política de ocupação da Europa oriental e criação de governos-fantoches na chamada Cortina de ferro. Também aumentou enormemente, nessa época, a concentração de poder por parte do Comitê Central do Partido Comunista da União Soviética. O escritor britânico George Orwell, em seu romance político "1984", foi um dos que denunciaram os custos humanos do sistema implementado por Stalin.

## Stalinismo no mundo

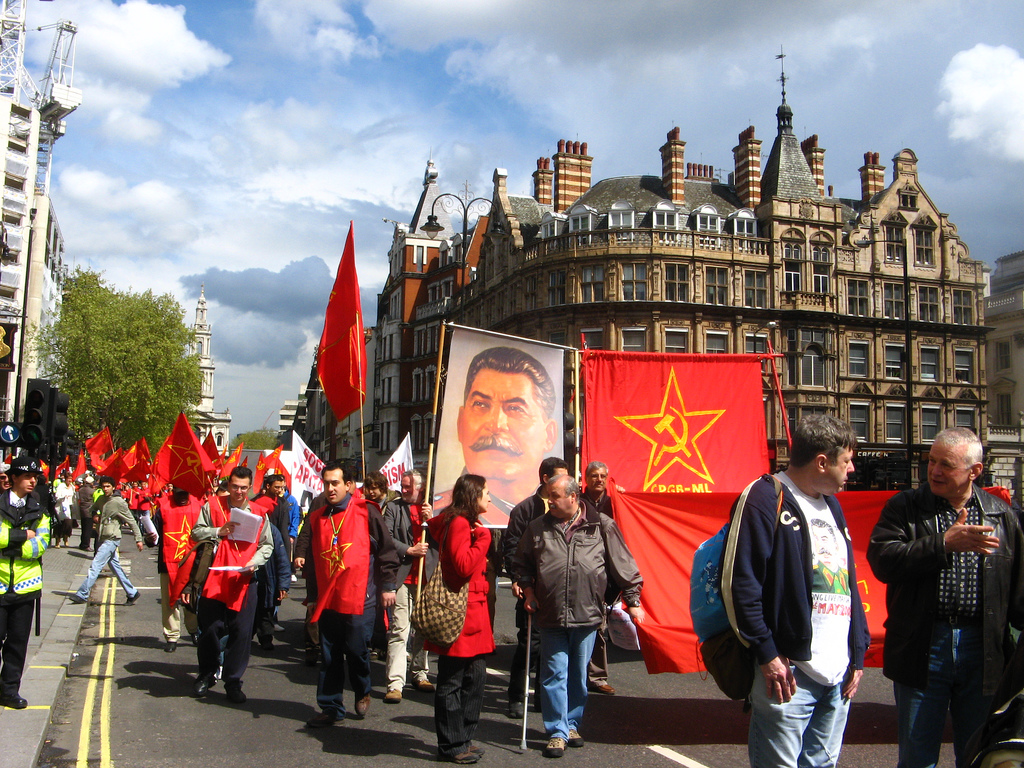
Manifestação stalinista em Londres

Diversos governos socialistas implantados em outros países além da URSS, principalmente no período de 1945 a 1991, também foram diversas vezes classificados de "stalinistas", graças a determinados métodos políticos e econômicos empregados (ver Características acima). Entre eles, destacadamente, encontra-se o regime de Kim Il-sung e seu filho e sucessor Kim Jong-il na Coreia do Norte, através da ideologia oficial Juche. O ex-ditador iraquiano Saddam Hussein, baseado-se na ideologia pró-socialista e secularista Ba'ath foi admirador confesso de Josef Stalin, e tentou implantar um regime proto-stalinista no Iraque, embora não fosse normalmente considerado stalinista por permitir um sistema econômico misto.
O stalinismo em outros países, principalmente nos anos antes, durante e imediatamente após a Segunda Guerra Mundial (ou seja, das décadas de 1930 a 1950) esteve associado diretamente ao alinhamento automático às políticas de Moscou e do Komintern. Vários governantes destes regimes podem, assim, ser considerados stalinistas, como Mátyás Rákosi na Hungria, Georgi Dimitrov na Bulgária, Klement Gottwald na Tchecoslováquia, Bolesław Bierut na Polônia e Horloogiyn Choibalsan na Mongólia.
Outros regimes socialistas considerados stalinistas foram, ainda, o de Enver Hoxha na Albânia e de Gheorghe Gheorghiu-Dej na Romênia. Já determinados governos, embora considerados socialistas e autoritários, não se encaixam na definição de stalinistas por adotarem outras medidas econômicas e de alinhamento geopolítico distinto, como o regime de Todor Jivkov na Bulgária, de Fidel ou Raúl Castro em Cuba ou de Deng Xiaoping na China.
No entanto, Fidel no livro "Biografia a duas vozes", do jornalista socialista Ignacio Ramonet, faz duras críticas a Stalin e ao estalinismo, como uma forma de degeneração marxista. As mesmas críticas haviam sido feitas no programa Roda Viva, da TV Cultura de 1990.
Entre outros stalinistas famosos, podem-se citar o grande arquiteto brasileiro Oscar Niemeyer e Bernard Coard em Granada.

## Desestalinização

Camponeses famintos em uma rua de Kharkiv, em 1933.

O stalinismo no mundo inteiro sofreu um forte revés com a decisão do dirigente soviético Nikita Khrushchov de denunciar ao mundo os crimes de Stalin, no Discurso Secreto proferido no XX Congresso do Partido Comunista da União Soviética (23 de fevereiro de 1956). Khrushchov revelou a longa lista de atrocidades cometidas pelo stalinismo, como o Grande Expurgo realizado entre 1936 e 1938 (quando se calcula que cerca de 15 000 pessoas tenham sido assassinadas); os gulags, campos de trabalhos forçados; e ainda o genocídio dos ucranianos, conhecido como Holodomor (ver: Fome cazaque de 1930-1933). As execuções sumárias somadas teriam provocado a morte de milhões (as cifras chegam a 20 milhões) de seres humanos. Este trágico período foi retratado no clássico romance de Alexander Soljenítsin, o "Arquipélago Gulag".
Com as denúncias de Kruschov, que também criticou o "culto à personalidade" dos líderes socialistas, militantes e partidos comunistas de vários países optaram por reavaliar o alinhamento às diretrizes de Moscou e a anterior adoração a Josef Stalin. Tal processo ficou conhecido como "desestalinização".
Entretanto, algumas lideranças comunistas de outros países optaram por manter-se fiéis ao modelo stalinista. Foi o caso de Mao Tsé-Tung na China (ver: Ruptura sino-soviética) e, mais tarde, de Enver Hoxha na Albânia. Ambos chegaram a cortar as relações com o resto dos países do bloco socialista nos anos 1960. A China continuou a ideologia maoísta; a Albânia rejeitou a condenação do XX Congresso, e declarou fidelidade ao "legado" de Stalin, em nome de uma suposta "lealdade ao marxismo-leninismo". A partir de então, passou-se a diferenciar os partidários do socialismo real: pró-soviéticos, pró-albaneses ou hoxhaístas, e maoístas ou pró-chineses.